# Nastaliq

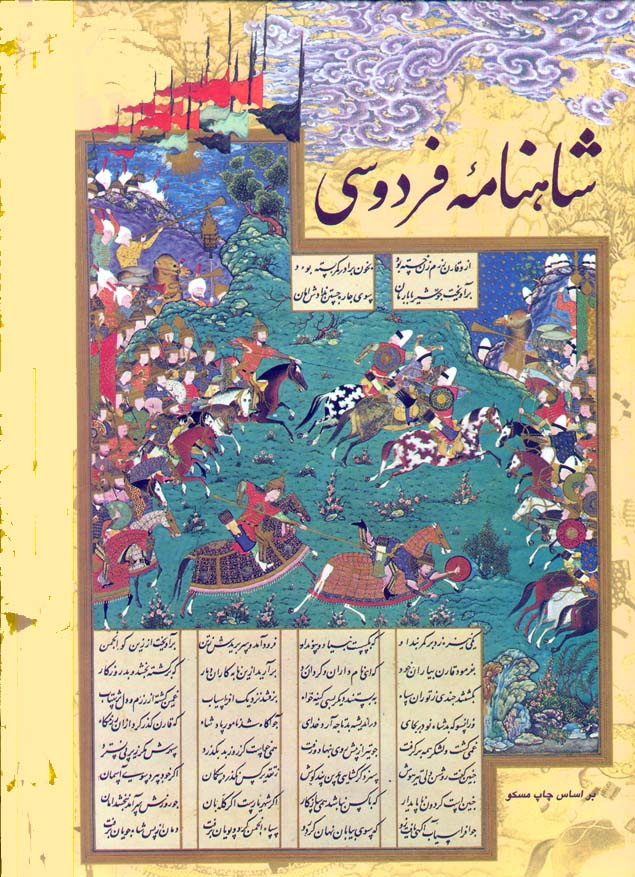
Manuscrit en nastaliq du Livre des Rois de Ferdowsi (la bataille d'al-Qādisiyyah).

Le nastaliq (en arabe : نستعلیق / nastaʿlīq), parfois orthographié nasta'liq, est un des styles de la calligraphie persane, en alphabet persan, dont l'origine est attribuée à Mir Ali Tabrizi, originaire de Tabriz, au XIVe siècle.
Utilisé pour la littérature poétique, le nastaliq est répandu aujourd'hui pour l'écriture du farsi, du dari et de l'ourdou et de nombreuses autres langues de l'Asie du Sud ou Asie centrale où il concurrence avec succès le style naskh dans le monde iranien et le sous-continent indien. Il sert aussi d'écriture décorative en Iran et en Afghanistan pour les titres, les annonces et l'écriture à la main (manuscrits).

## Généralité
Commun à de nombreuses calligraphies issues de l'alphabet arabe, l'écriture nastaliq se distingue par la différence de position entre la première et la dernière lettre du mot qui ne se trouvent pas sur le même axe vertical et horizontal. Ainsi la dernière lettre d'une ligature doit atteindre une ligne horizontale appelée « ligne de base ». Aussi, comme l'hébreu ou encore le naskh, les lettres en nastaliq usent d'une plus grande étendue lors des mots comme nous le voyons ici pour le mot « فارسى » ou farsi en style shekaste:
Il est aussi notable de voir que le tracé des lettres est plus prononcé comme pour la lettre « س » dont la forme initiale est à peine distincte et que le « ى » n'est pas relevé à la fin mais continue sous une forme linéaire alors qu'il se trouve en position finale. Cette étendue des lettres peut être notamment utilisée pour aligner le texte aux marges. Cette technique, appelée kashida, est notamment utilisée pour les formes seules et précédentes des lettres « پ », « ت », « ث », « س », « ش », « ف », « ک » et « گ ». Le farsi et l'ourdou, deux langues qui utilisent principalement le nasta'liq, utilisent plus de diacritiques comme par exemple madah, ou « ڈ » et ont des lettres propres utilisant plus de point que l'alphabet arabe, ce qui l'en différencie un peu plus, et peut provoquer des complications pour l'écriture comme pour le mot « چپچ » par exemple qui, en écriture naskh s’écrit « چپچ »,.
La complexité du nastaliq réside en partie dans le fait que les ligatures ne se trouvent pas, comme dans la calligraphie naskh, dans des endroits précis mais varient en fonction de la lettre qui précède puisque le mot descend de droite à gauche. De plus, les ligatures peuvent s'effectuer à la verticale et à l'horizontale.

## Histoire
C'est un mélange, comme son nom l'indique, du style naskh et du style ta'liq. Alors que l'écriture Kufi était prépondérante, Mir Ali Tabrizi initia la création de cette nouvelle calligraphie, imprégnée du chiisme, largement implantée dans le monde iranien,. Des objets portant des inscriptions en nastaliq datant du XIVe siècle sont retrouvés. C'est ensuite à partir du XVe siècle que ce style élégant et délié se répand partout en Perse, au bord du Golfe Persique et encore plus à l'est, jusque chez les Ouïgours de Chine et est utilisé pour l'écriture du Turc ottoman. De l'ère séfévide à l'ère kadjar, cette calligraphie connaît un essor particulier dans le domaine de la littérature et de l'architecture, en particulier dans l'ancienne capitale, Ispahan, ce qui permet de voir la présence de cette calligraphie sur certains bâtiments en Iran,. Dans l'empire ottoman, Mehmed Esad Yesari, puis son fils continuèrent de développer le script. Son apogée se situe entre le XVIIIe et le début du XXe siècle. L'administration britannique en Inde utilise dès 1800, à travers des livres de Francis Gladwin pour le Fort William College, cette calligraphie choisie en raison de l'effort porté sur la syntaxe. Il est appelé « lettre persane » en langue arabe et considéré comme une écriture archaïque que l'on lit avec difficulté dans les pays de langue arabe.

### Usage contemporain
Utilisé pour la littérature poétique, le nastaliq est répandu aujourd'hui en Iran, en Afghanistan et au Pakistan, où il concurrence avec succès le style naskh. Il sert aussi d'écriture décorative en Iran et en Afghanistan pour les titres, les annonces et l'écriture à la main (manuscrits). Le naskh est utilisé quant à lui pour l'écriture imprimée (typographie, livres, journaux, ordinateur, etc.)

### Police d'écriture numérique
Pour l'écriture en unicode, le nastaliq demande une quantité importante de glyphes tout en se limitant à une cinquantaine de caractères comme tout caractère arabe. Sous le système d'exploitation Windows XP, le logiciel Microsoft Word contenant le module MirEmad est l'une des premières possibilité pour l'écriture du nastaliq sur ordinateur avec un système bi-directionnel. Toutefois, cette possibilité montre certaines lacunes comme l'existence d'une unique longueur de kashida pour chaque lettre et cette longueur est constante pour toutes. Des applications iraniennes existent pour utiliser cette calligraphie mais ne présentent pas la possibilité d'écrire de gauche à droite. Le système d'exploitation OSX met à disposition la police nastaliq depuis la mise à jour High Sierra.

## Exemples de textes en nastaliq

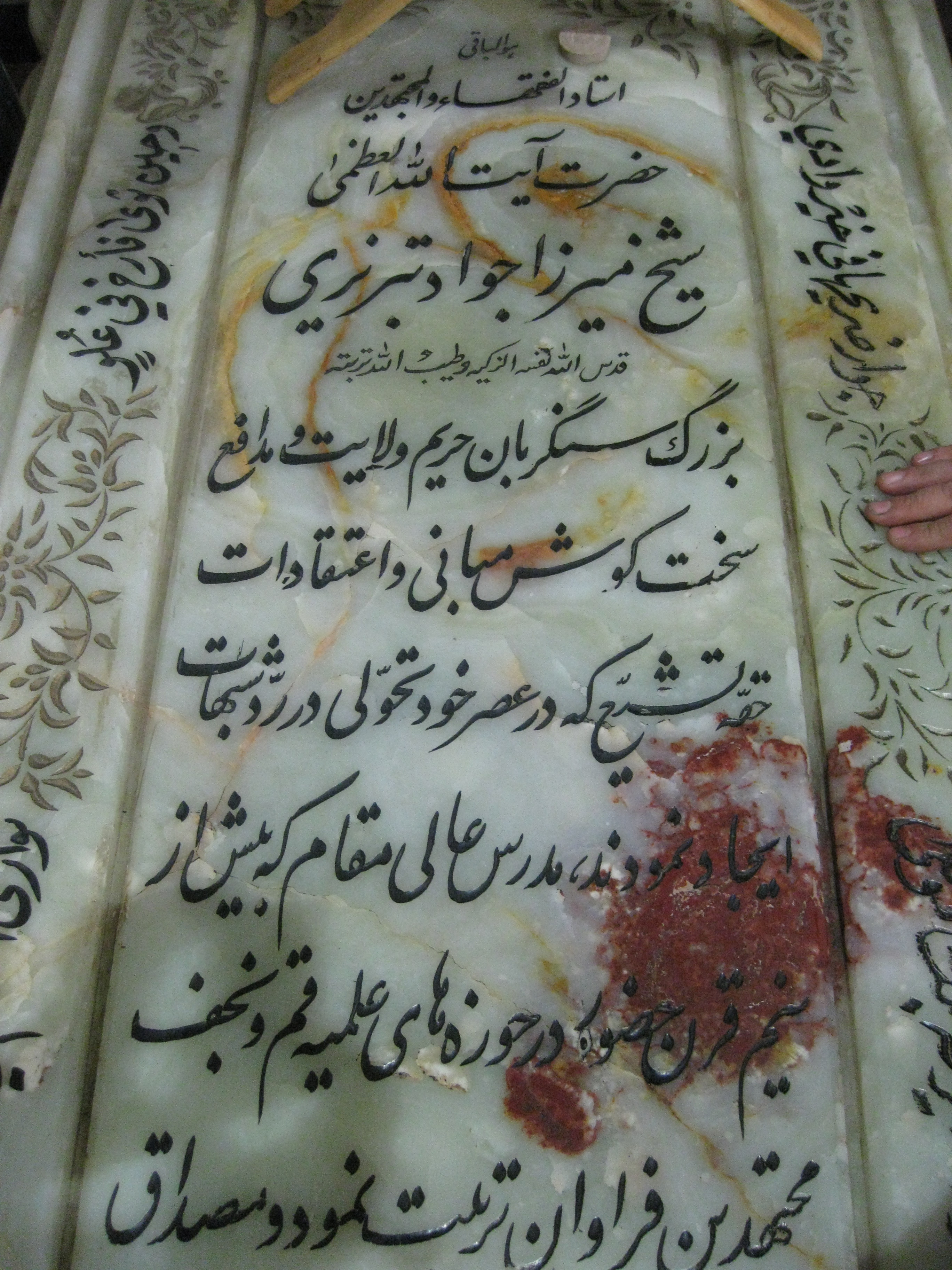
Tombe du cheikh Mirza Javad Tabrizi à Qom
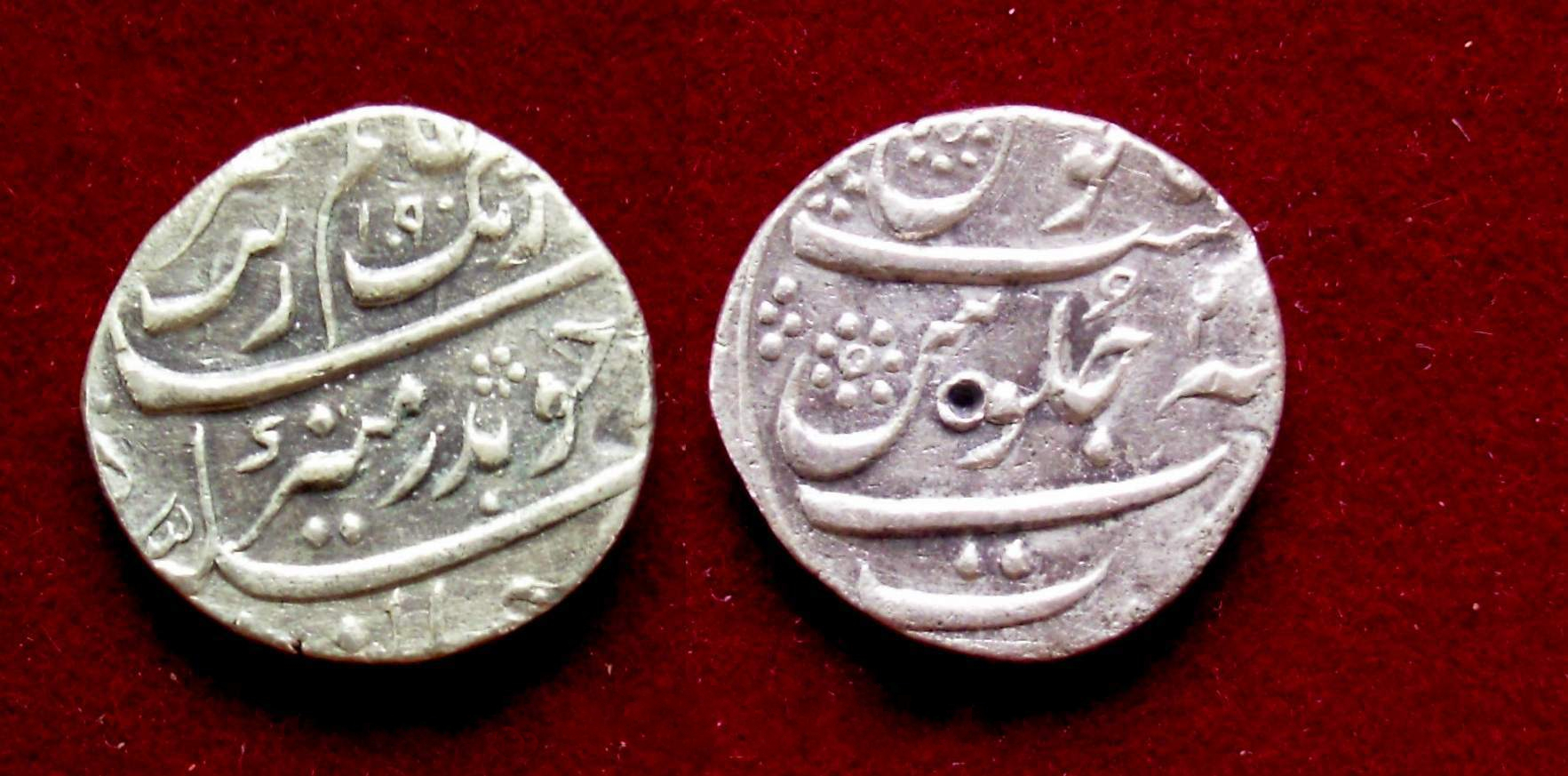
Monnaies du règne d'Aurangzeb (Empire moghol)
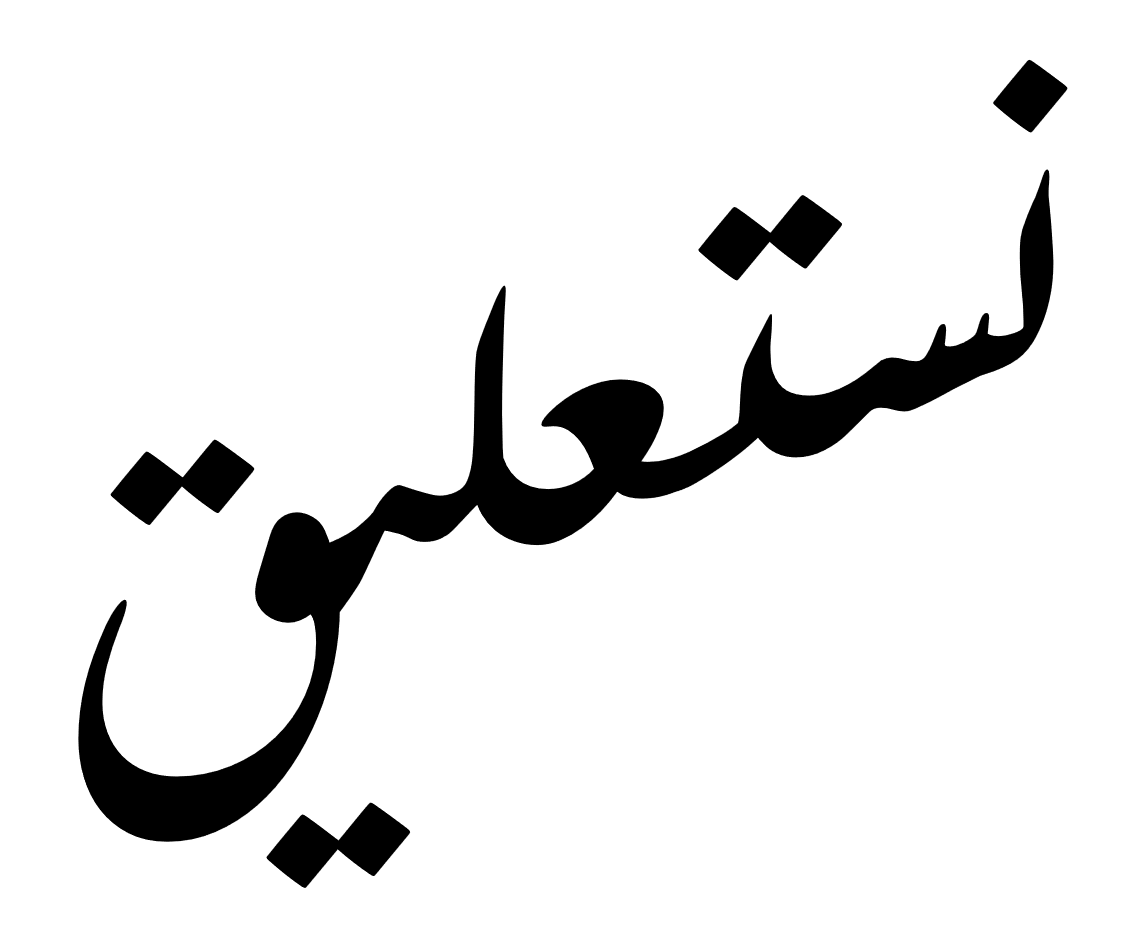
Le mot « nastaliq » écrit en calligraphie nastaliq. On voit bien le mouvement suspendu de cette écriture.